# مارتن بيلا
مارتن بيلا (بالإنجليزية: Martin Bella)‏ هو لاعب دوري الرغبي أسترالي، ولد في 26 مارس 1964 في سارينا (كوينزلاند) في أستراليا.